# Puppe-Folge
In der Mathematik ist die Puppe-Folge eine Konstruktion der Homotopietheorie.
Sie wurde 1958 von Dieter Puppe eingeführt und ist auch unter der Bezeichnung Puppe-Sequenz geläufig.

## Definition
Es sei {\displaystyle f\colon X\to Y} eine stetige Abbildung. Es sei {\displaystyle C(f)} der Abbildungskegel von {\displaystyle f}, dann ist
{\displaystyle Y\to C(f)}
eine Kofaserung und
{\displaystyle C(f)/Y=SX}
ist die Einhängung von {\displaystyle X}. Durch Iterieren erhält man die sogenannte Puppe-Folge
{\displaystyle X\to Y\to C(f)\to SX\to SY\to SC(f)\to S^{2}X\to S^{2}Y\to \ldots }

## Anwendung
Für eine stetige Abbildung {\displaystyle f\colon X\to Y} und für jeden Raum {\displaystyle Z} bilden die Homotopieklassen stetiger Abbildungen eine exakte Folge
{\displaystyle \ldots \left[SC(f),Z\right]\to \left[SY,Z\right]\to \left[SX,Z\right]\to \left[C(f),Z\right]\to \left[Y,Z\right]\to \left[X,Z\right]}